# تفجير فندق شامو 2009
تفجير فندق شامو عام 2009 هو تفجير انتحاري استهدف فندق شامو في العاصمة الصومالية مقديشو، في 3 ديسمبر 2009. أسفر الانفجار عن مقتل 25 شخصًا، من بينهم ثلاثة وزراء في الحكومة الفيدرالية الانتقالية،  وإصابة 60 آخرين،  مما يجعله الهجوم الأكثر دموية في الصومال منذ تفجير بلدوين في 18 يونيو 2009 والذي أودى بحياة أكثر من 30 شخصًا.

## التفجير
وقع الهجوم داخل قاعة الاجتماعات بفندق شامو في العاصمة الصومالية مقديشو خلال حفل تخريج طلبة كلية الطب بجامعة بنادِر، نفذ التفجير انتحاري يرتدي زي امرأة "منتقب وينتعل حذاء نسائيا"، بحسب ما أفاد. وزير الاعلام في حينها طاهر محمود جيلي. وبحسب شهود عيان، اقترب الانتحاري من لوحة مكبرات الصوت وحياهم شفهيا بعبارة "سلام" وفجر حزامه الناسف. وأفاد وزير الصحة الصومالي السابق عثمان دوفلي، الذي كان يتحدث على المنصة عند وقوع الانفجار، أنه لاحظ شخصًا يرتدي ملابس سوداء يتحرك بين الجمهور قبل الانفجار مباشرة.
وقد اجتذب الحفل -الذي يعتبر الثاني منذ تأسيس جامعة بنادر عام 2002 وحدثا نادرا في الصومال في ذلك الوقت، إبان الحرب الأهلية الصومالية- مئات الأشخاص. حيث حضر الحفل خريجو كلية الطب بالجامعة وأفراد عائلاتهم ومسؤولو الجامعة  وخمسة وزراء من الحكومة الاتحادية الانتقالية الصومالية . وكانت الحراسة الأمنية داخل قاعة الاجتماع خفيفة وكان جميع حراس الوزراء خارج القاعة.

### الضحايا
أسفر التفجير الانتحاري عن مقتل 24 شخصًا  وإصابة 60 آخرين. كان معظم القتلى من الطلبة،  وكان من بين القتلى طبيبان وثلاثة صحفيين  وثلاثة وزراء في الحكومة - وزير التربية والتعليم أحمد عبد الله واييل، ووزيرة الصحة قمر آدم علي، ووزير التعليم العالي الشيخ إبراهيم حسن عدو. وأصيب وزير الرياضة سليمان عولاد روبلي بجروح خطيرة ونقل إلى المستشفى. وورد فيما بعد أنه نُقل جواً إلى المملكة العربية السعودية لتلقي العلاج،  توفي في 13 فبراير 2010.
الصحفيون الثلاثة الذين قُتلوا في التفجير هم: محمد أمين عبد الله من شبكة شبيلي الإعلامية وهي شبكة إذاعية وتلفزيون صومالية. المصور المستقل ياسر مَيرو الذي توفي متأثرا بجراحه في المستشفى. والمصور المستقل حسن أحمد حاجي  ومصور قناة العربية حسن زبير  أو حسن الزبير. وبوفاتهم ارتفع عدد الصحفيين الذين قتلوا في الصومال خلال عام 2009 إلى تسعة، من بينهم أربعة في إذاعة شبيلي. كما أصيب في التفجير ستة صحفيين آخرين، من بينهم مصور رويترز عمر فاروق، ومراسل تلفزيون يونيفرسل الصومالي عبد القادر عمر عبد الله - وتم نقلهم إلى مستشفى المدينة وهما في حالة حرجة.
أيضا كان من بين الجرحى عميد كلية الطب بجامعة بنادير.

## ما بعد الكارثة

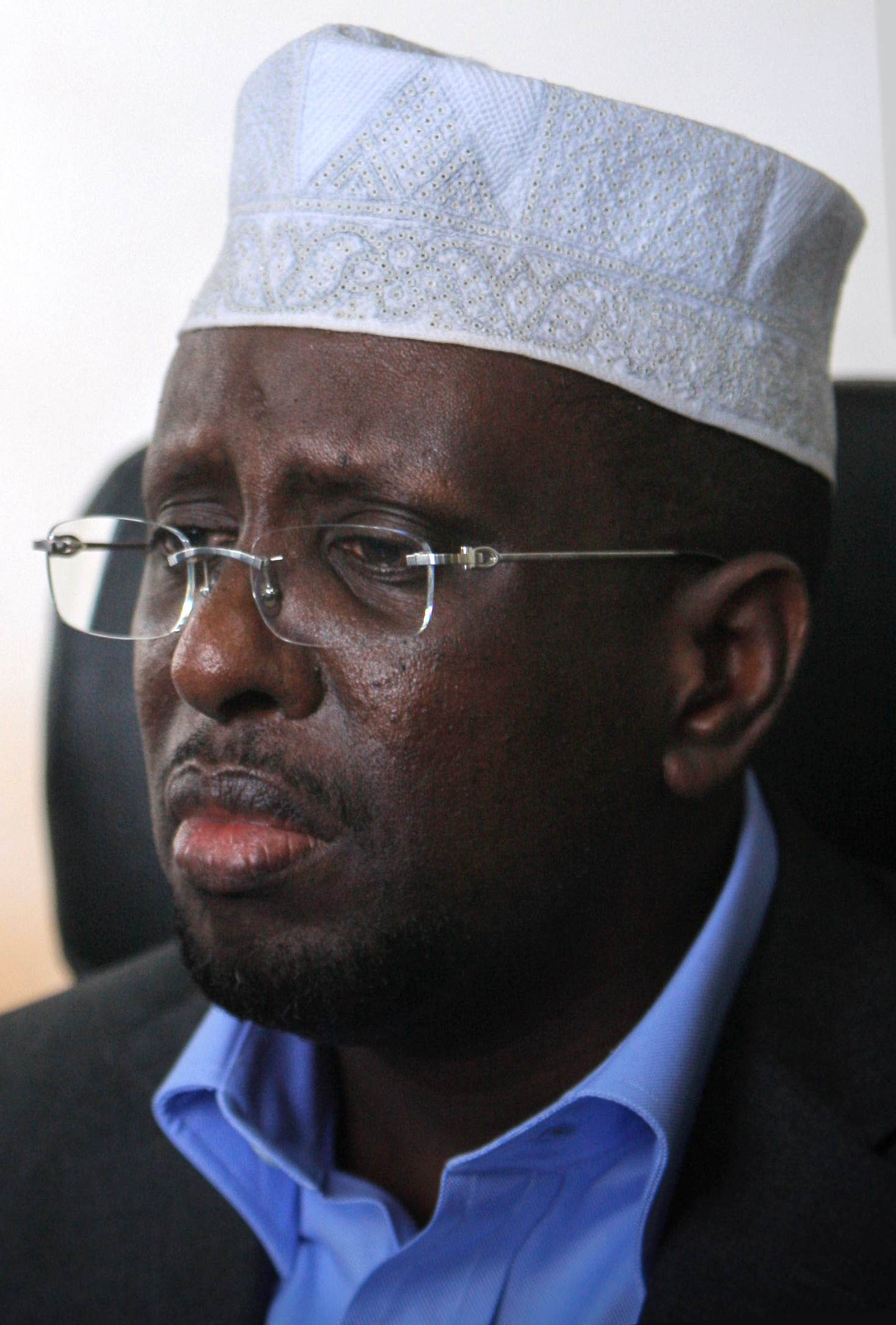
اتهم الرئيس الصومالي شريف شيخ أحمد حركة الشباب الإرهابية بتنفيذ الهجوم الانتحاري.

لم يعلن أحد على الفور مسؤوليته عن تنفيذ التفجير الانتحاري،  إلا أن الرئيس الصومالي شريف شيخ أحمد، حمّل حركة الشباب مسؤولية الهحوم.
وطالب الرئيس الصومالي شريف شيخ أحمد في مؤتمر صحفي عقده في فندق شامو عقب الهجوم بتقديم مساعدات دولية للصومال. كما عرض، بحسب صحفي محلي، ما وصفه بجثة الانتحاري وبقايا حزام ناسف وحجاب ارتداه منفذ الهجوم. وذكرت صحيفة Berlingske Tidende الدنماركية أن المفجر كان مواطنًا دنماركيًا يبلغ من العمر 23 عامًا.
وبحسب الدبلوماسي الصومالي الكبير عيد محمد، فإن الهجوم نُفذ لإشاعة "الإرهاب" و "الذعر" في البلاد وتقويض شرعية الحكومة الاتحادية الانتقالية. كما أعرب وافولا وامونيني، القائم بأعمال رئيس بعثة الاتحاد الأفريقي في الصومال (أميسوم)، عن رأي مماثل، زاعمًا أن الهدف من الهجوم هو "ترهيب وابتزاز" الحكومة الصومالية. ووصفت ستيفاني ماكرومين من صحيفة واشنطن بوست الهجوم بأنه "أسوأ ضربة منذ شهور" لحكومة الصومال التي تدعمها الأمم المتحدة.

### تفاعلات
قوبل الهجوم بإدانة عدد من المنظمات، من ضمنها الاتحاد الأفريقي والاتحاد الأوروبي ومجلس الأمن التابع للأمم المتحدة والاتحاد الوطني للصحفيين الصوماليين.
ووصفت بعثة الاتحاد الأفريقي في الصومال التفجير بأنه "غير إنساني وجبان"،  ووصفته بأنه جريمة بشعة ضد الإنسانية". كما وعدت بعثة الاتحاد الأفريقي "بأن لا تدخر جهداً" لتحديد هوية مرتكبي الهجوم وتقديمهم للعدالة،  وذكرت أن الهجوم لن يردع الاتحاد الأفريقي عن مواصلة تنفيذ مهمته في الصومال.
ووصفت البارونة كاثرين أشتون، الممثلة السامية للسياسة الخارجية والأمنية المشتركة في الاتحاد الأوروبي، التفجير بأنه "هجوم جبان على المدنيين بمن فيهم الطلاب والأطباء والصحفيين".
كما وصف رئيس مجلس الأمن الدولي ميشيل كافاندو الهجوم بأنه عمل إرهابي  و "عمل إجرامي"،  ودعا إلى "تحقيق شامل"، وعبر عن "تعازيه" لضحايا الهجوم، العائلات، والحكومة الاتحادية الانتقالية، والشعب الصومالي.
وأكد بيان مشترك صادر عن الأمم المتحدة والاتحاد الأوروبي وجامعة الدول العربية والولايات المتحدة أن المجتمع الدولي سيواصل دعمه للحكومة الاتحادية الانتقالية؛  ورغم ذلك، أشار دبلوماسي أوروبي كبير إلى أن أي دعم عسكري إضافي للحكومة الاتحادية الانتقالية هو أمر غير محتمل حسب صحيفة الواشنطن بوست.
ووصف الرئيس الصومالي شريف شيخ أحمد الهجوم بأنه "كارثة وطنية".
وأصدرت لجنة حماية الصحفيين بيانا أعربت فيه عن تعازيها الحارة لأسر الصحفيين الثلاثة الذين قتلوا في التفجير الانتحاري، مشيرة إلى أن الهجوم عزز مكانة "جمهورية الصومال"كأكثر دول إفريقيا دموية بالنسبة للصحفيين".

## روابط خارجية
- بالصور: انفجار مقديشو ، بي بي سي نيوز
- هجوم انتحاري في الصومال: "النور تحول إلى الظلام" ، بي بي سي نيوز
- " نظرت إلى يميني ورأيت زميلاً ميتاً ونزيفاً " ، وول ستريت جورنال